# Gerry Vlak
Gerry Vlak (Volendam, 25 maart 1996) is een Nederlands voetballer die doorgaans als middenvelder speelt. Hij kwam tussen 2015 en 2020 uit voor FC Volendam. Nadien speelde hij voor verschillende clubs in de Tweede divisie.    

## Carrière
Vlak is een product van de jeugdopleiding van FC Volendam. Op 21 augustus 2015 debuteerde hij in de basis tegen FC Dordrecht en werd hij na 86 minuten vervangen door Dylan Mertens. Het bleef echter voornamelijk bij invalbeurten en Vlak speelde zijn meeste wedstrijden in het tweede elftal, dat met ingang van het seizoen 2016/17 uitkomt in de Derde divisie en in 2019 promoveerde naar de Tweede divisie. 
In december 2019 werd bekend dat Vlak aan het einde van het seizoen FC Volendam in zal ruilen voor IJsselmeervogels. Hier kwam hij zijn oude trainer Berry Smit tegen, die dezelfde overstap maakte. Hij speelde uiteindelijk slechts vijf duels voor de Vogels, doordat de Tweede divisie al snel werd beëindigd vanwege de coronapandemie in Nederland. Voorafgaand aan het seizoen 2021/22 maakte Vlak de overstap naar competitiegenoot Koninklijke HFC.

## Statistieken in het betaalde voetbal
| Seizoen | Club        | Land      | Competitie     | Competitie | Competitie | Beker | Beker | Totaal | Totaal |
| Seizoen | Club        | Land      | Competitie     | Wed.       | Dlp.       | Wed.  | Dlp.  | Wed.   | Dlp.   |
| ------- | ----------- | --------- | -------------- | ---------- | ---------- | ----- | ----- | ------ | ------ |
| 2015/16 | FC Volendam | Nederland | Eerste divisie | 20         | 0          | 0     | 0     | 20     | 0      |
| 2016/17 | FC Volendam | Nederland | Eerste divisie | 14         | 0          | 3     | 0     | 17     | 0      |
| 2017/18 | FC Volendam | Nederland | Eerste divisie | 20         | 3          | 0     | 0     | 20     | 3      |
| 2018/19 | FC Volendam | Nederland | Eerste divisie | 12         | 0          | 0     | 0     | 12     | 0      |
| 2019/20 | FC Volendam | Nederland | Eerste divisie | 6          | 0          | 0     | 0     | 6      | 0      |

## Erelijst
| Derde divisie Zondag | 1 | 2018/19 |

## Trivia
- De opa van Gerry Vlak, Gerrie, voetbalde in de jaren 50 bij Volendam.[4]
- Gerry's broers Jari en Dion zijn beide actief geweest in het betaalde voetbal.